# Eurymachos (Sohn des Antenor)
Eurymachos (altgriechisch Εὐρύμαχος Eurýmachos) ist in der griechischen Mythologie einer der Söhne des Antenor.
Als Sohn des Antenor wird Eurymachos nur von Pausanias bei der Beschreibung eines Gemäldes in der Lesche der Knidier in Delphi genannt. Das Gemälde aus der Hand des in der 1. Hälfte des 5. Jahrhunderts v. Chr. wirkenden Polygnots stellte den Fall Trojas, die Iliupersis, dar und zählte zu den bedeutendsten Werken des Künstlers. Die Gemälde der Lesche wurden von Pausanias ausgiebig in sieben Kapiteln seiner Reisen in Griechenland beschrieben.
Dargestellt ist das Haus des Trojaners Antenor mit einem Pantherfell über dem Eingang, laut Pausanias um die Griechen von dem Haus fernzuhalten. Die Gemahlin Antenors, die trojanische Athenapriesterin Theano, ist mit den zwei Söhnen Glaukos und Eurymachos zu sehen, wobei Glaukos auf einem Brustpanzer, Eurymachos auf einem Felsen sitzt. Ob Eurymachos wie sein Bruder Glaukos – und viele andere der ansonsten überlieferten Söhne des Antenor, etwa Agenor, einer der tapfersten Kämpfer um Troja – am Trojanischen Krieg teilgenommen hatte, ist nicht überliefert.